# Nom de famille allemand
Les noms de famille d'origine allemande sont des patronymes formés dans les pays de langue ou de culture allemande, attribués à une famille pour la distinguer des autres familles composant un groupe social.
L'usage des noms de famille apparaît à Venise au IXe siècle. Autrefois limité aux familles aristocratiques, l'usage d'un patronyme fixe se répand dans les pays de langue allemande entre le XIe siècle et le XIIe siècle.
Ces patronymes peuvent se retrouver un peu partout en Europe, dans l'ensemble des régions de culture allemande ou anciennement membre de l'Empire austro-hongrois (Autriche, Hongrie, Haut-Adige, etc.), en Allemagne, Alsace, Lorraine, Suisse, Belgique, Pays-Bas ainsi que dans les pays slaves après les grandes migrations du Drang nach Osten, en Afrique du Sud, en Namibie, ou encore aux États-Unis, au Canada et en Amérique du Sud, après les grandes migrations des XIXe et XXe siècles.

## Anthroponymie

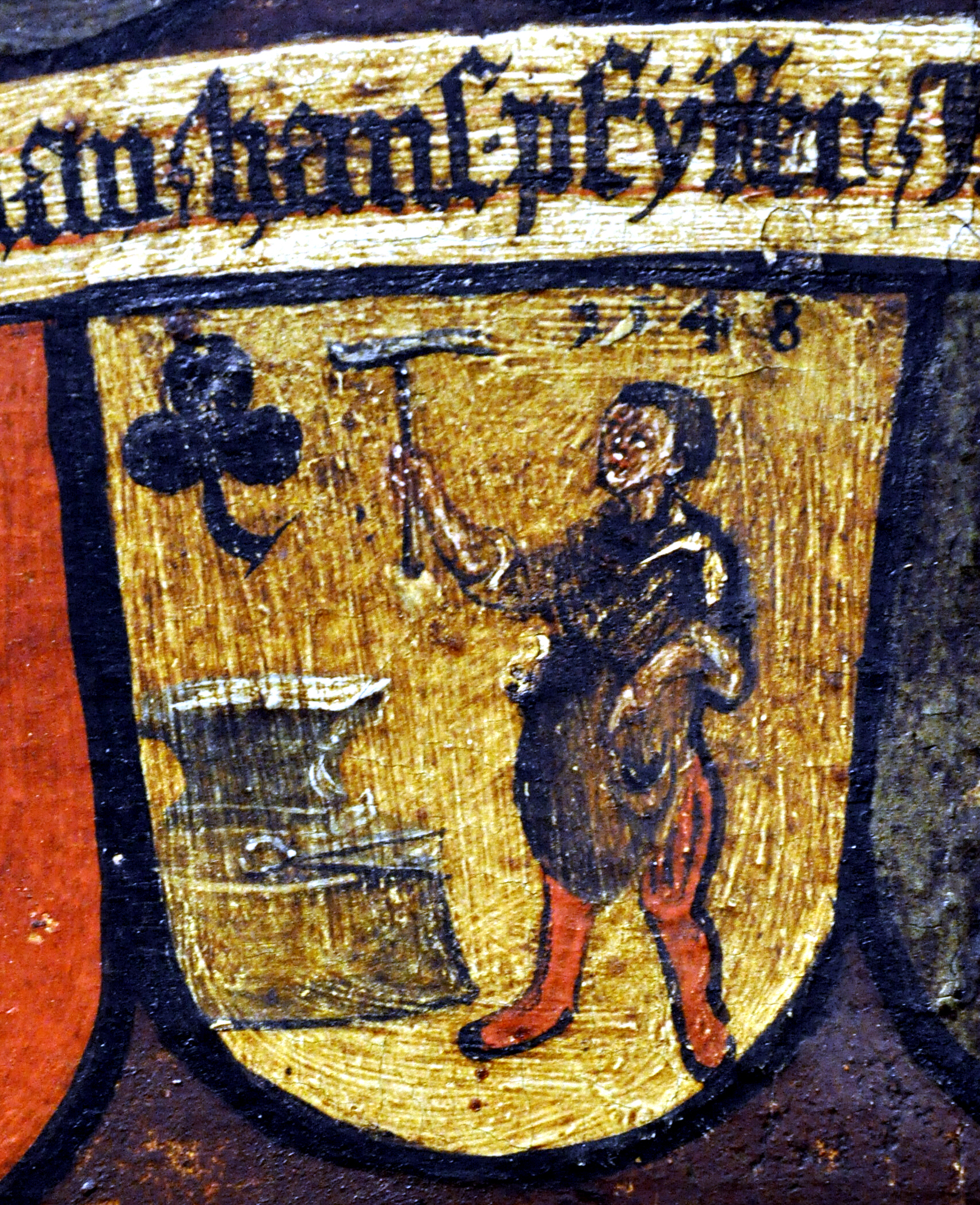
Schmidt. Représentation d'un maître forgeron par Hans Pfyffer (1548)

On peut distinguer deux grands types de patronymes germaniques :
- Noms simples
- Noms dithématiques

### Noms simples
Les noms simples composent une grande partie des patronymes allemands.
Quelques exemples :
- Bach, désigne le ruisseau ;
- Hirsch, désigne le cerf ;
- Jung, désigne le jeune ;
- Schmidt, désigne le forgeron ;
- Schulz, désigne le maire ;
- Stein, désigne la pierre ;
- Strauss, désigne le bouquet.

Certains sont réutilisés dans les noms dithématiques pour former de nouveaux ensembles patronymiques.

### Noms dithématiques
La formation des noms allemands est généralement basée sur une structure double, dite dithématique. Ils se composent de deux unités linguistiques, deux éléments distincts (Zweigliedrige Rufnamen).
Quelques unités linguistiques préfixées :

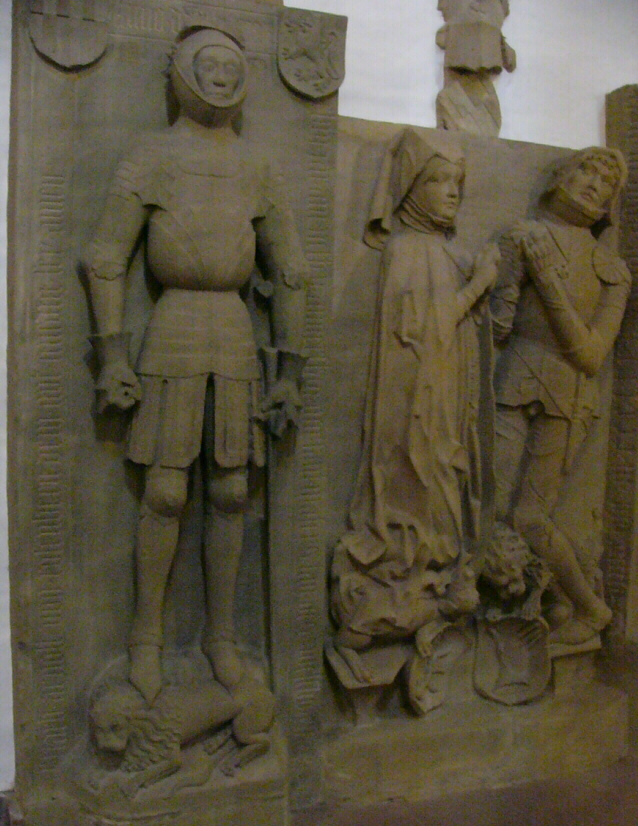
Tombeaux de la famille Rosenberg dans l'église de Boxberg

- Hohen-, désigne quelque chose d'élevé, de supérieur (exemple : Hohenberg, la haute montagne)
- Neu-, désigne ce qui est nouveau (exemple : Neumann, l'homme nouveau)
- Fried-, désigne la paix (exemple : Friedrich, puissant et pacifique)
- Rosen-, désigne la rose (exemple : Rosenberg, la montagne des roses)
- Feld-, désigne le champ (exemple : Feldmann, le fermier, l'homme du champ)
- Engel-, désigne l'ange (exemple : Engelmann, l'homme doux)
- Feuer-, désigne le feu (exemple : Feuerbach, la rivière de feu)
- Eber-, désigne le sanglier (exemple : Eberhard, dur comme un sanglier)
- Hammer, désigne le marteau (exemple : Hammerstein, marteau de pierre)

Quelques unités linguistiques suffixées :
- -burg, désigne le fort ;
- -berg, désigne la montagne, l'altitude ;
- -mann, man désigne l'homme ;
- -dorf, désigne le village ;
- -thal, désigne la vallée ;
- -hoff, désigne la cour ;
- -wald, désigne la forêt ou la puissance ;
- -hart, désigne la force.

Pour reprendre la comparaison avec les noms simples, Altenbach constitue l'association de Alt « vieux » et bach « ruisseau » : il signifie « le vieux ruisseau ». Ce type patronymique est parfois un toponyme désignant une famille issue d'un lieu précis, de même que les patronymes français Dubois ou Montagnier par exemple.
Certaines de ces constructions patronymiques avaient pour fonction de valoriser leur porteur. Par exemple l'utilisation aristocratique fréquente du préfixe Hohen- rappelle symboliquement la volonté d'élévation : on peut citer les Maisons de Hohenberg, de Hohenstaufen, de Hohenzollern ou encore de Hohenlohe.

## Étymologie
On peut distinguer quatre types de patronymes germaniques selon l'origine de leur formation :
- Les noms issus de caractéristiques physiques ou morales ;
- Les noms de métiers ou d'états ;
- les noms issus de données géographiques ou liés à l'environnement : lieux, origines, possessions, faune, flore ;
- les noms issus de prénoms.

### Noms issus de caractéristiques physiques ou morales
Ces noms soulignaient une particularité physique ou morale qu'on attribuait à leur porteur.
Quelques exemples :
- Gross, désigne l'homme grand ;
- Klein, désigne l'homme petit ;
- Ehrlich, désigne l'homme honnête ;
- Hartmann, désigne l'homme fort ;
- Fromm, désigne l'homme pieux ;

D'autres patronymes étaient formés à partir de surnoms, parfois très péjoratifs.
- Huber, désigne le porteur de sabot ;
- Krauss, désigne l'homme aux cheveux frisés ;
- Schnabel, désigne un homme bavard ;

### Noms de métiers
Les noms de métiers apparaissent au XIIe siècle et sont les noms les plus courants en Allemagne. Ils sont souvent formés par un préfixe désignant l'activité suivis des terminaisons -mann ou -er, désignant l'homme (Mann) qui exécute ou l'action elle-même (-er).
Quelques exemples :

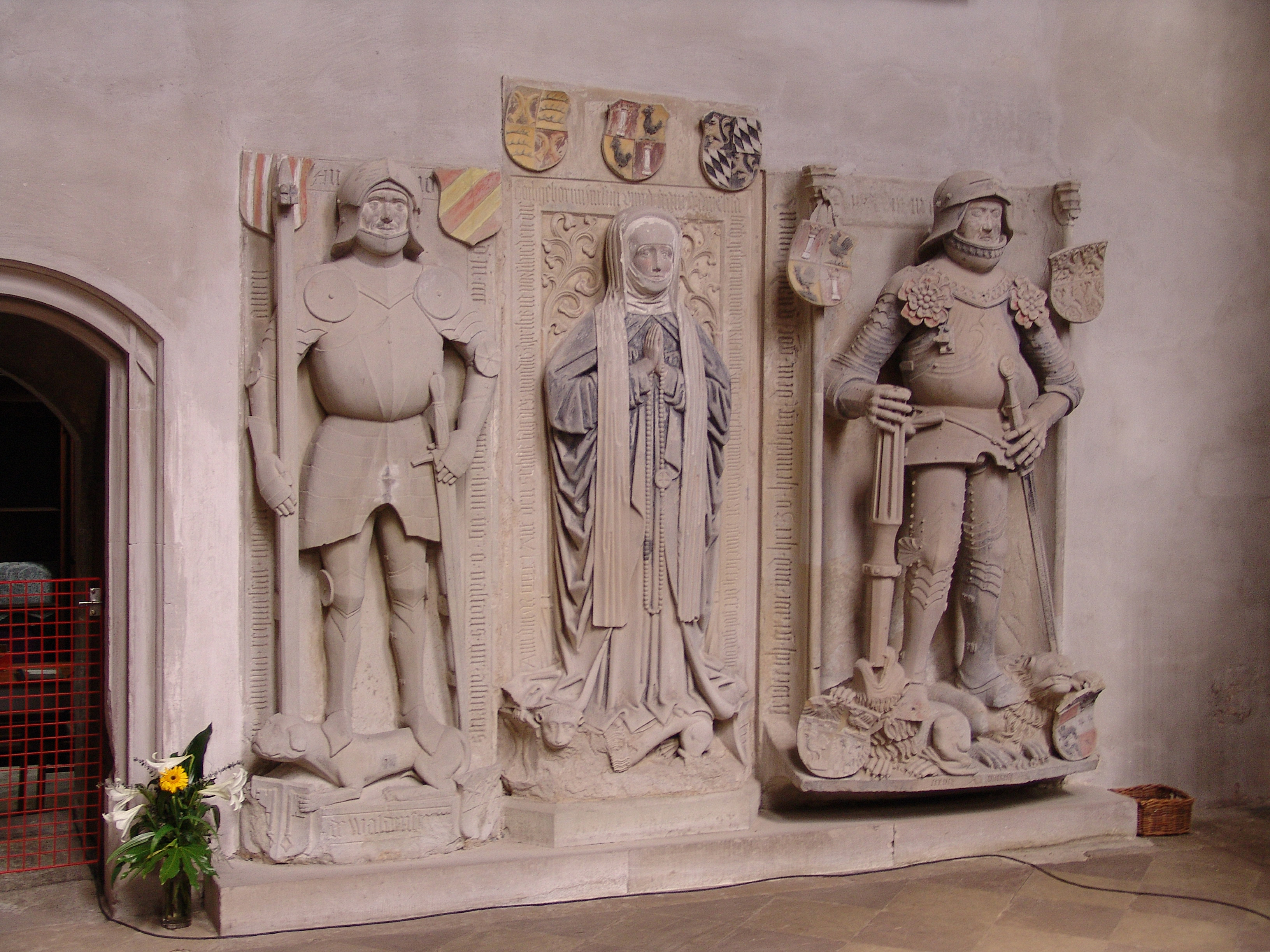
Monument représentant Albrecht von Wallenstein, Lehnsmann (vassal) de la maison du comte.

- Ackermann, désigne le laboureur et celui qui travaille la terre ;
- Bauer, désigne l'agriculteur ;
- Baumann, désigne le fermier ;
- Becker, désigne le boulanger ;
- Eisenmann, désigne le marchand de fer ;
- Fischer, désigne le pêcheur ;
- Gärtner, désigne le jardinier ;
- Goldschmidt, désigne l'orfèvre;
- Hoffmann, désigne le fermier ;
- Jäger, désigne le chasseur ;
- Kauffmann, désigne le marchand ;
- Keller, désigne le cellier ou le sommelier ;
- Koch, désigne le cuisinier ;
- Krämer, désigne l'épicier ;
- Meyer, désigne le métayer ;
- Müller, désigne le meunier ;
- Pfeiffer, désigne le joueur de fifre ;

- Rebmann, désigne le vigneron ;
- Schäfer, désigne le berger ;
- Schmidt, désigne le forgeron;
- Schneider, désigne le tailleur ;
- Schreiber, désigne l'écrivain ;

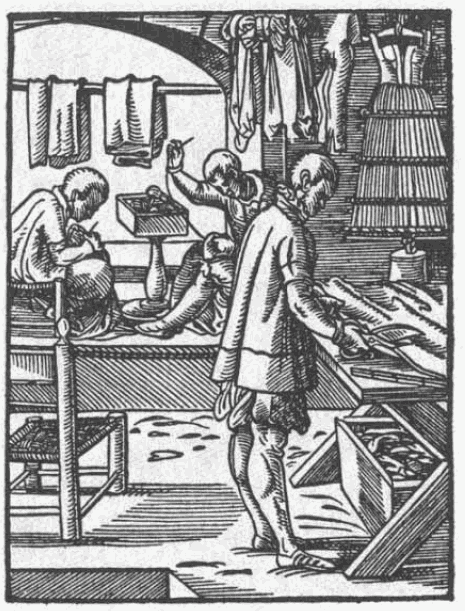
Schneider, le tailleur.

- Schumacher, désigne le cordonnier ;
- Vogt, désigne l'huissier ;
- Wagner, désigne le charron ;
- Weber, désigne le tisserand ;
- Weidmann, désigne le chasseur ;
- Zimmermann, désigne le charpentier.

D'autres patronymes se référent à l'état ou au titre accordé à leur porteur ou parfois à ses serviteurs. On peut notamment citer des noms tels que :
- Kayser se réfère à l'empereur ;
- Koenig se réfère au roi ;
- Lehmann, désigne le vassal d'un seigneur qui dirige pour lui son fief ;
- Meister, désigne le maître ;
- Reiter, désigne le chevalier ;
- Bodmann, désigne le messager ;
- Richter, désigne le juge ;
- Hauptmann, désigne le capitaine ;
- Aldermann, désigne l'échevin.

### Les noms issus d'objets géographiques
Les patronymes peuvent être dérivés de caractéristiques topographiques, comme la présence d'une montagne, d'une forêt ou d'un cours d'eau.
Quelques exemples :
- Bergmann, désigne l'homme de la montagne, ou par extension la profession de mineur ;
- Imbach, désigne l'homme habitant près d'un cours d'eau ;
- Waldener, désigne l'homme exploitant une forêt ;
- Wiesemann, désigne l'homme de la prairie ;

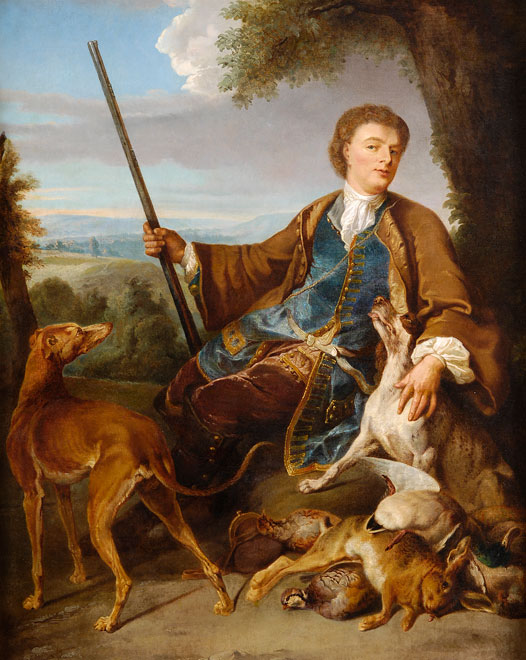
Jäger, le chasseur. Huile sur toile du XVIIIe siècle

Les noms géographiques peuvent être dérivés du nom d'une ville ou d'un village, ou encore du nom ou de l'emplacement d'un domaine ou d'une demeure. Le suffixe « -er » est souvent caractéristique.
Quelques exemples :
- Haguenauer, désigne comme origine La Haye ou encore Haguenau ;
- Böhm, désigne comme origine la Bohême ;
- Pohl, désigne comme origine la Pologne ;
- Bayer, désigne comme origine la Bavière ;
- Adenauer, désigne comme origine Adenau ;
- Sachs, désigne comme origine la Saxe ;
- Oppenheimer, désigne comme origine Oppenheim ;
- Metzinger, désigne comme origine Metzing[3] ou Metzingen.

Les noms se référant à l'environnement désignent des éléments de la vie courante ou s'inspirent de la nature.
Quelques exemples :
- Apfel, désigne la pomme ;
- Baum, désigne l'arbre ;
- Korb, désigne le panier ;
- Lindeberg, désigne la montagne au tilleul ;

dont les patronymes évoquant la rose :
- Rosenwald, désigne la forêt de roses ;
- Rosenstrauss, désigne le bouquet de roses ;
- Rosenthal, désigne une vallée de roses ;

ou la faune :
- Bärlocher, patronyme tiré du mot ours « Bär » ;
- Wolffhart, patronyme tiré du mot loup « Wolff » ;
- Fuchs, patronyme tiré du mot renard ;
- Hahn, patronyme tiré du mot coq.

Certains propriétaires terriens ne possédant pas de titres de noblesse portaient une particule von désignant le nom de leur domaine. Par exemple, un Conrad Sachs possédant un domaine dénommé Weiberg pouvait porter le nom de Conrad Sachs von Weiberg.

### Les noms issus de prénoms
Certains patronymes étaient formés à partir du prénom du père et plus rarement de la mère, comme pour le modèle scandinave.
On associait alors parfois au nom le suffixe « -s », comme pour le prénom Alghe, qui devenait le patronyme Alghes.
Quelques exemples :
- Otto ;
- Ludwig ;
- Brandt ;
- Günthers ;
- Dietrich ;
- Claus ;

## Noms de famille allemands les plus fréquents
D'après 
- Müller
- Schmidt
- Schneider
- Fischer
- Meyer
- Weber
- Hofman
- Wagner
- Becker
- Schulz
- Schäfer
- Koch
- Bauer
- Richter
- Klein
- Schröder
- Wolf
- Neumann
- Schwarz
- Schmitz

## Transformation des noms d'origine étrangère
Les patronymes allemands sont parfois dus à des adaptations de noms d'origine slave, française, scandinave, néerlandaise, italienne, hongroise et de la culture judaïque.
Le cas du patronyme hébreu Levy et de sa transformation en l'anagramme germanophone Veil ou Weil est un exemple d'adaptation de noms d'origine étrangère.